# 自然科学
自然科学（natural science）是研究大自然中有机或无机的事物和现象的科学。自然科学包括天文學、物理学、化学、地球科学、生物学等。

## 範圍
与自然科学不同的是社会科学和形式科学，三者共同构成现代科学的基础。
心理學和地理學是否為自然科學的範圍，目前也尚存爭議。由於心理學不像物理學般精準，一般較廣為接受的說法是心理學屬於社會科學的範疇，或同時屬於自然科學與社會科學的範疇中。

## 历史
一般认为，古希腊人泰勒斯、亚里士多德是自然科学的创始人，伽利略·伽利莱是将实验引入自然科学的首倡人。18世纪以前欧洲自然科学与哲学几乎不可分开。哲学家也同时是自然科学家，勒奈·笛卡尔、戈特弗里德·威廉·莱布尼茨、约翰·洛克等等著名的哲学家也同时是自然科学家。在自然科学发展的早期，对自然物体或者分类的系统研究，称之为自然历史(Natural History，拉丁文historia naturalis)。

## 自然科学的工作原理
自然科学的根本目的在于寻找隐藏在自然现象背后的规律，但是自然科学的工作尚不包括研究为什么会存在这些规律。自然科学认为超自然的、随意的和自相矛盾的现象是不存在的。自然科学的最重要的两个支柱是观察和逻辑推理。由对自然的观察和逻辑推理自然科学可以引导出大自然中的规律。假如观察的现象与规律的预言不同，那么要么是因为观察中有错误，要么是因为至此为止被认为是正确的规律是错误的。一个超自然因素是不存在的。